# Vi tro på Gud, som himmel, jord
Vi tro på Gud, som himmel, jord är en psalm av Bengt Ivar Johannes Jonzon från 1919 som med 1937 års psalmbok blev en lovpsalm och "ståpsalm". 
Melodin (Bess-dur, 4/4 alt. 2/2) är från en sanctus-trop på 1300-talet, bearbetad 1529 vid publiceringen i den danska Rostockerhandboken och enligt Koralbok för Nya psalmer, 1921 används den också till psalmen Vi lova dig, o store Gud (1819 nr 139, 1986 nr 55) och den äldre psalmen Dig vare lov och pris, o Krist (1695 nr 191, 1986 nr 334).

## Publicerad som
- Nr 522 i Nya psalmer 1921, tillägget till 1819 års psalmbok under rubriken "Kyrkans högtider: Trefaldighetssöndagen".
- Nr 27 i 1937 års psalmbok under rubriken "Trefaldighetspsalmer".
- Nr 8 i Sionstoner 1972.
- Nr 152 i Finlandssvenska psalmboken 1986 under rubriken "Guds treenighet".